# 나디아 다자니
나디아 다자니(Nadia Dajani, 1965년 12월 26일 ~ )는 미국의 배우이다.
로스앤젤레스에서 태어났다.

## 출연 작품
- Brooklyn Love Stories (2019)
- 리틀 박시즈 (2016년)
- 테이크 케어 (2014년)
- 완벽한 섹스의 발견 (2014년) - 낸시 역
- 더 로스트 발렌타인 (2011년)
- 스턱 비트윈 스테이션스 (2011년) - 쉬러 역
- 어 리틀 헬프 (2010년)
- 밥 펑크 (2009년)
- 알케미 (2005년)
- 게임 6 (2005년)
- 디스 이즈 낫 어 필름 (2003년)
- 뷰 프럼 더 탑 (2003년)
- 사이드워크 오브 뉴욕 (2001년)
- 해피 엑시던트 (2000년) - 그레첸 역
- 세븐 걸프렌드 (1999년)
- 디제스터 (1996년)
- 네드와 스테이시 (1995년) - 아만다 모이어 역

### 텔레비전
- 킹 오브 퀸즈 (1998년)
- 어글리 베티 (2006년)